# Colecția de arome
Colecția de arome este un film românesc din 2013 regizat de Igor Cobileanski. Rolurile principale au fost interpretate de actorii Gheorghe Grâu, Radu Marin Suceanu.

## Prezentare
În film se redă istoria unui tânăr sărac, pe nume Victor, care, pentru a face rost de medicamentele necesare mamei, împreună cu tatăl său, recurg la una dintre cele mai periculoase soluții. Supraviețuirea fizică în contextul unei sărăcii crude, uneori poate distruge valorile umane.

## Distribuție
Distribuția filmului este alcătuită din:
- Radu Marin Suceanu
- Gheorghe Grâu